# Capitale mondiale du livre

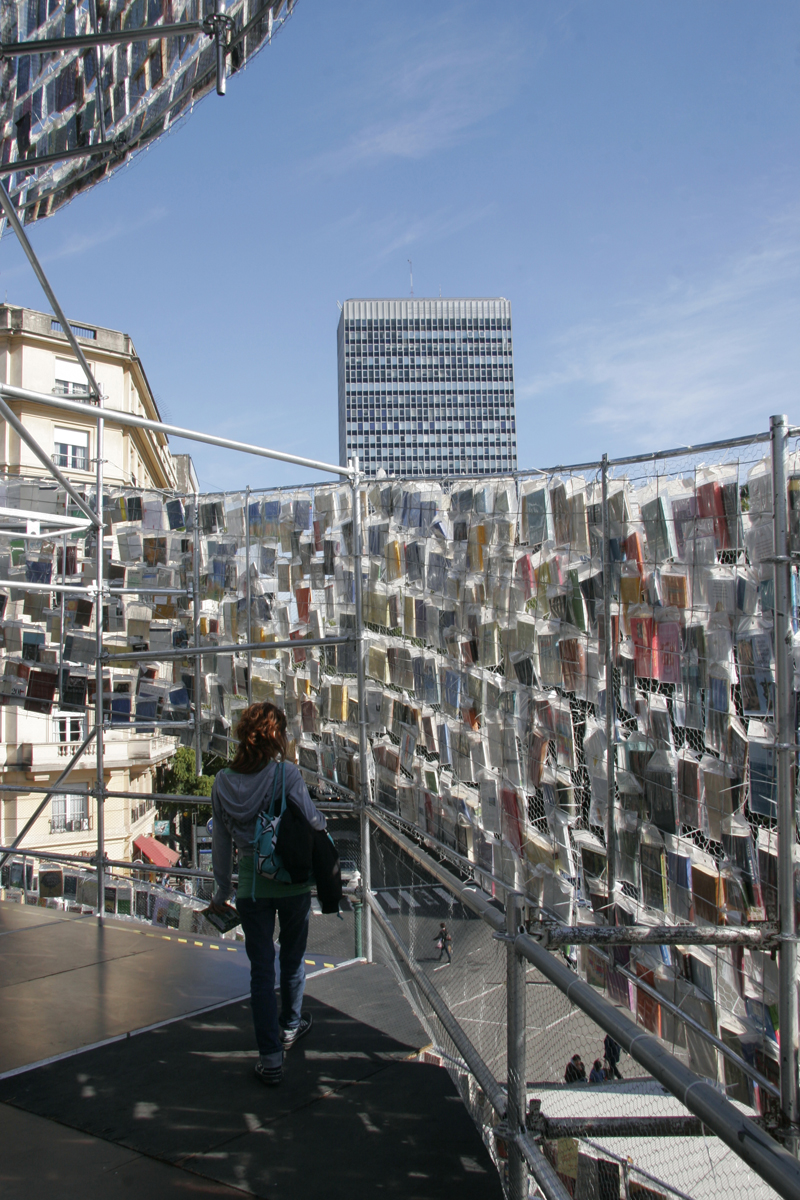
Tous les livres du monde s'y trouvent

Le titre de Capitale mondiale du livre est accordé à une ville chaque année par l'UNESCO en reconnaissance de la qualité des programmes municipaux pour promouvoir le livre et la lecture.
| Année | Ville          | Pays                | Article                                        |
| ----- | -------------- | ------------------- | ---------------------------------------------- |
| 2001  | Madrid         | Espagne             |                                                |
| 2002  | Alexandrie     | Égypte              |                                                |
| 2003  | New Delhi      | Inde                |                                                |
| 2004  | Anvers         | Belgique            |                                                |
| 2005  | Montréal       | Canada              | Montréal, Capitale mondiale du livre 2005-2006 |
| 2006  | Turin          | Italie              |                                                |
| 2007  | Bogota         | Colombie            |                                                |
| 2008  | Amsterdam      | Pays-Bas            |                                                |
| 2009  | Beyrouth       | Liban               |                                                |
| 2010  | Ljubljana      | Slovénie            |                                                |
| 2011  | Buenos Aires   | Argentine           |                                                |
| 2012  | Erevan         | Arménie             |                                                |
| 2013  | Bangkok        | Thaïlande           |                                                |
| 2014  | Port Harcourt  | Nigeria             |                                                |
| 2015  | Incheon        | Corée du Sud        |                                                |
| 2016  | Wrocław        | Pologne             |                                                |
| 2017  | Conakry        | Guinée              | Conakry capitale mondiale du livre             |
| 2018  | Athènes        | Grèce               |                                                |
| 2019  | Charjah        | Émirats arabes unis |                                                |
| 2020  | Kuala Lumpur   | Malaisie            |                                                |
| 2021  | Tbilissi       | Géorgie             |                                                |
| 2022  | Guadalajara    | Mexique             |                                                |
| 2023  | Accra          | Ghana               |                                                |
| 2024  | Strasbourg     | France              |                                                |
| 2025  | Rio de Janeiro | Brésil              |                                                |

Dans les villes désignées, une série d'événements va chercher à mettre en exergue des auteurs. On peut citer par exemple Africa39 en 2014, pour Port Harcourt, Bogota39 en 2007 et Beirut39 en 2009,.